# Município de Jackson (condado de Franklin, Ohio)
O município de Jackson (em inglês: Jackson Township) é um município localizado no condado de Franklin no estado estadounidense de Ohio. No ano de 2010 tinha uma população de 40.608 habitantes e uma densidade populacional de 438,81 pessoas por km².

## Geografia
O município de Jackson encontra-se localizado nas coordenadas 39° 51′ 17″ N, 83° 04′ 14″ O. Segundo a Departamento do Censo dos Estados Unidos, o município tem uma superfície total de 92.54 km², da qual 91.62 km² correspondem a terra firme e (1%) 0.92 km² é água.

## Demografia
Segundo o censo de 2010, tinha 40.608 habitantes residindo no município de Jackson. A densidade populacional era de 438,81 hab./km². Dos 40.608 habitantes, o município de Jackson estava composto pelo 91.37% brancos, o 3.8% eram afroamericanos, o 0.18% eram amerindios, o 1.3% eram asiáticos, o 0.25% eram insulares do Pacífico, o 0.95% eram de outras raças e o 2.13% pertenciam a dois ou mais raças. Do total da população o 2.51% eram hispanos ou latinos de qualquer raça.